# 阮道慣
阮道慣（越南语：／；1867年—？年），越南阮朝官員。

## 生平
阮道慣是北寧省順成府文江縣春梂總春梂社（今屬興安省文江縣義柱社春梂村）人，嗣德二十年（1867年）出生。成泰三年（1891年），阮道慣参加河南場鄉試，考中舉人。成泰十年（1898年），阮道慣會試中格，庭試考中副榜。後歷任瑞英、安樂、青威知縣。維新年間，升任太寧知府。啟定五年（1920年），改任端雄知府。啟定七年（1922年），以知府銜領太平省商佐。